# Microtegeus modestus
Microtegeus modestus är en kvalsterart som beskrevs av Aoki 1976. Microtegeus modestus ingår i släktet Microtegeus och familjen Microtegeidae. Inga underarter finns listade i Catalogue of Life.